# Pietro Gradenigo
Pietro Gradenigo (soprannominato Pierazzo o Perazzo; Venezia, fine 1250 – Venezia, 13 agosto 1311) fu il 49º doge della Repubblica di Venezia dal 25 novembre 1289 fino alla sua morte.

## Biografia

### Famiglia e formazione
Era figlio di Marco di Bartolomeo Gradenigo, mentre non si conosce il nome della madre che, quasi certamente, era una Querini. Secondo le genealogie ebbe un solo fratello (verosimilmente maggiore) di nome Marino, che fu padre del doge Giovanni.
Non ci è stato tramandato alcunché riguardo alla sua giovinezza e alla sua formazione. È probabile che, secondo le consuetudini dei tempi, verso i quattordici o i quindici anni avesse cominciato a seguire il padre nei suoi impegni militari, acquisendo quel carattere risoluto e pronto all'azione che determinò la linea del suo governo. Le cronache posteriori lo descrivono come una personalità virtuosa e di grande forza d'animo, riconoscente verso gli amici, quanto spietato verso i nemici.
Da Tommasina Morosini, figlia di Giovanni e nipote di Tomasina, moglie del principe Stefano d'Ungheria e madre del re Andrea III, ebbe numerosa prole. Tra i maschi i genealogisti ricordano Bertucci, Giacomo, Paolo e Nicolò, mentre delle femmine citano Belluzza, Beriola, Engoldisa, Caterina (monaca a San Lorenzo) e Isabetta (detta anche Anna, andata in moglie a Giacomo I da Carrara). Forse cresciuti all'ombra della figura paterna, i figli svolsero una modesta carriera politica, almeno per quello che ci è stato tramandato. Sopravvissero al padre solo Marco e Nicolò, essendo gli unici citati nel testamento come "fidecommissari". Rimasto certamente vedovo, qualcuno gli attribuisce una seconda moglie, Agnese Zantani, di cui comunque non si fa cenno nel testamento.

### Carriera politica
La sua partecipazione alla vita pubblica è attestata dal 1269, quando risulta eletto in Maggior Consiglio (lo sarà nuovamente nel 1270 e nel 1276).
La Venetiarum historia sostiene che, durante la guerra contro Bologna del 1272-73, fosse stato messo a capo delle forze di terra veneziane, ma più probabilmente questo incarico fu assegnato al padre. È certa, invece, la sua presenza nella legazione inviata nel 1274 per trattare la pace, assieme a Giacomo Dondulo, Giovanni Tiepolo, Girardo Morosini, Giovanni Donà, Giovanni Canal e Raffaele Bettonio.
Nel 1279, assieme a Tommaso Querini e a Ruggero Morosini, fu inviato in Istria come provveditore per imporre di nuovo la presenza veneziana sulle città della regione e soffocarne i tentativi di ribellione. Come tramandato da Andrea Dandolo, da Marino Sanudo e dalla stessa Venetiarum historia, applicarono le consegne alla lettera e con particolare severità. Tornò nella penisola agli inizi degli anni 1280 come podestà di Capodistria. Successivamente, di sicuro prima del 1285, fu podestà di Caorle; pur trattandosi di un centro secondario del Dogado, questa carica rivestiva un certo rilievo a causa del contrabbando del sale che, attraverso il Livenza, veniva smerciato nel Friuli occidentale. Fu inoltre nel Minor Consiglio nel 1285-86 e nel 1288-89.

### Elezione
Il 2 novembre 1289, mentre il Gradenigo ricopriva per la seconda volta la carica di podestà di Capodistria, morì il doge Giovanni Dandolo.
In quel periodo la società veneziana stava attraversando un periodo molto turbolento. Una pesante crisi economica aveva colpito particolarmente le classi più modeste, ovvero gli artigiani e i piccoli mercanti, che rimpiangevano i tempi dei dogi "popolari" Giacomo e Lorenzo Tiepolo e chiedevano a gran voce l'elezione del figlio di quest'ultimo, anch'egli di nome Giacomo. Al contempo, crescevano i rancori verso i ceti altolocati che ormai monopolizzavano le cariche politiche.
Il 22 novembre il nuovo doge non era ancora stato eletto e in città scoppiarono dei gravi disordini. Come riferito dal Caroldo, Giacomo Tiepolo agì con prudenza e senso di responsabilità e, per allentare le tensioni, decise di ritirarsi nella sua villa di Marocco, nel Trevigiano.
Secondo gli storici moderni, le cose andarono diversamente: il Tiepolo fu obbligato all'esilio dall'intransigenza della classe dirigente che, nel frattempo, cominciò a considerare il Gradenigo come candidato ideale da opporre alle pretese popolari.
La Cronaca attribuita a Daniele Barbaro, ben più vicina alla realtà storica, assimila lo scontro che oppose le due parti alle lotte tra guelfi e ghibellini che coinvolgevano altre grandi città dell'Italia centrosettentrionale. Questo accostamento sembra poco adatto alla realtà veneziana, tuttavia anche al suo interno esistevano dei conflitti di classe ed era possibile che le fazioni si identificassero in uno dei due massimi poteri dell'epoca.
Il 25 novembre, dunque, il ceto dominante elesse al dogato Gradenigo, che fu subito prelevato da Capodistria nel timore di nuove rivolte. Come sottolinea Daniele Barbaro, entrò in città senza l'accoglienza del popolo e poté assumere i pieni poteri solo il 3 dicembre.

## Il Dogato
Il dogato del Gradenigo fu piuttosto turbolento per la Repubblica, a partire dal suo inizio convulso e dalla tiepida accoglienza tributata al nuovo Doge dal popolo, che gli diede il soprannome dispregiativo di "Pierazzo".

### La crisi degli anni novanta
L'inizio delle sfortune di Pietro Gradenigo avvenne infatti con gli insuccessi in politica estera. Dopo aver affermato la propria supremazia nel Mediterraneo orientale con la Guerra di San Saba, Venezia aveva nel frattempo perso l'egemonia su Costantinopoli, tornata in mano bizantina anche grazie all'alleanza dei genovesi, e si era per contro appoggiata a Pisa, sconfitta però nella battaglia della Meloria nel 1284. Dopo la caduta di San Giovanni d'Acri, nel 1291, ultimo presidio latino in Outremer, le uniche rotte dirette in Oriente e praticabili ai mercanti europei passavano per Costantinopoli e il Mar Nero, ed erano saldamente in mano genovese: la Serenissima tentò di rientrarne in possesso, ma l'attacco ad una muda genovese al largo di Corone fece scoppiare un nuovo conflitto sul finire del 1293, in cui Venezia dovette affrontare sia Genova, sia l'Impero Bizantino.
Alla guerra esterna si saldò un latente conflitto interno che proseguiva sin dal 1286, quando la Quarantia aveva proposto un primo piano per controllare la composizione del Maggior Consiglio. Una proposta analoga fu infatti riportata al Maggior Consiglio sul finire del 1296, al fine di ridurre l'accesso all'assemblea e selezionarne i suoi appartenenti, escludendone le classi medie che si stavano appropriando del potere. Curiosamente i più forti oppositori non furono i popolani quanto piuttosto i nuovi entrati nel Maggior Consiglio che così perdevano la certezza di far carriera nell'amministrazione. In mezzo a manifestazioni e proteste il 28 febbraio 1297 avvenne la Serrata del Maggior Consiglio: potevano esservi ammessi solo coloro i quali vi avevano seduto negli ultimi quattro anni e i discendenti di coloro che vi avevano fatto parte sino al 1172.
Ma la tregua politica non giovò all'andamento del conflitto con Genova, che culminò il 7 settembre 1298 con la pesantissima sconfitta di Curzola, avvenuta ad opera dell'ammiraglio genovese Lamba Doria, e si poté concludere solo grazie alla mediazione di Matteo Visconti. La successiva pace (1299), assai dura, lasciò strascichi economici sulla classe media, quella già colpita politicamente dalla serrata. Tutto ciò condusse ad una crisi politico-istituzionale.

### La congiura di Marin Bocconio e l'inizio del Trecento
Nel 1300, secondo le cronache, alcuni maggiorenti esclusi dal potere e colpiti dai recenti eventi, decisero di rovesciare violentemente la situazione: tra questi, Marin Bocconio si offrì di entrar in Maggior Consiglio e sterminare tutti i capi delle fazioni conservatrici. Grazie ad un informatore il governo sventò il complotto e giustiziò i congiurati, ma quest'azione, invece che far cessare i contrasti, rinfocolò il malcontento ed inasprì la contesa. Da una parte ormai s'ergevano le famiglie Querini – Tiepolo spalleggiate dalle famiglie minori, dall'altro i nobili conservatori. Questa tensione interna si ripercosse presto anche nelle faccende estere: la guerra contro il papato nel 1308 per questioni di confine provocò l'esplodere del bubbone che in quegli anni s'era ingrossato.
Nel 1304 iniziò la guerra contro Padova, nel 1309 quella contro il Patriarcato di Aquileia e nel 1310 Zara si ribellò per l'ennesima volta.

Lo scontro più grave fu però la guerra di Ferrara, a partire dal 1308, che vide la Serenissima scontrarsi con papa Clemente V per il controllo della città estense. Il conflitto fu in parte fomentato dallo stesso Gradenigo che perseguiva un'ambiziosa politica, intervenendo direttamente nelle scelte dei Consigli e quasi senza confrontarsi con il Minor Consiglio e i capi della Quarantia. Quando però le sorti della guerra cominciarono a volgere a favore del pontefice, mentre la città attraversava una gravissima crisi finanziaria, il doge tentò di scaricare ogni responsabilità sul Maggior Consiglio. Questa situazione acuì le divisioni politiche; d'altro canto, le "armi spirituali" impiegate dal pontefice con il solo scopo di difendere i propri interessi temporali - scomunicò la Repubblica per due volte, il 16 ottobre 1308 e il 27 marzo 1309 -, svilupparono un certo patriottismo che riuscì a legare tra loro i diversi ceti sociali.

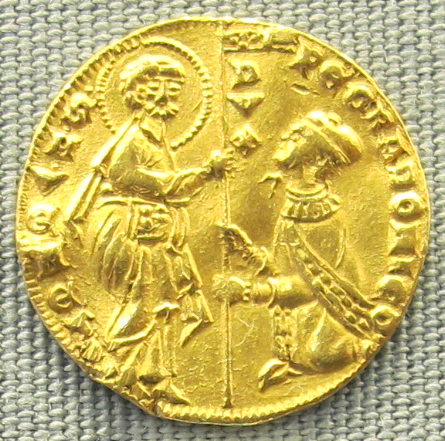
Pietro Gradenigo inginocchiato davanti a San Marco.

### La congiura di Bajamonte Tiepolo, 1310
A quel punto, nella città colpita da scomunica e interdetto, il Doge andò alla ricerca di colpevoli a cui addossare le sconfitte per tranquillizzare la situazione: nel 1309 il comandante Marco Querini, esponente del partito popolare, perdendo il prezioso caposaldo di Castel Tebaldo (28 agosto 1309) provocò la sconfitta veneziana. Tradotto a Venezia per esser giudicato incassò l'appoggiò di Bajamonte Tiepolo e di parte del clero. Pietro Gradenigo parteggiò chiaramente per una condanna esemplare dell'avversario politico e ciò inasprì gli animi, non si sa se per chiara scelta della fazione "gradeniana" che voleva concludere subito la lotta. Presto si giunse a scontri fisici durante una seduta del Maggior Consiglio che, in mano ai conservatori, ritennero responsabili i Querini. Una tale situazione, insostenibile sia politicamente che moralmente, sfociò in una seconda congiura. Questa volta a capo di tutto si posero lo stesso Marco Querini, il genero Bajamonte Tiepolo, nipote dei famosi dogi e uomo rispettato ed amato in molti strati sociali, e Badoero Badoer, potente esponente dell'antica casata e podestà di Padova.
Alla congiura s'unirono tutte le più grandi ed importanti case popolari e della bassa nobiltà. I cospiratori decisero di agire all'alba 15 giugno 1310, con l'obbiettivo di occupare il Palazzo Ducale, sede del governo, e massacrare i nemici, tra i quali il Doge. Poco prima dell'azione, però, Pietro Gradenigo ricevette da uno dei congiurati, Marco Donà, la solita soffiata: allertata la guardia e le principali magistrature, richiamati precipitosamente i rinforzi dalle podesterie della laguna di Venezia e fatti armare i sostenitori della fazione aristocratica, secondo alcune fonti il doge in persona attese con i propri uomini in armi l'arrivo dei ribelli, mettendoli in fuga.
La sconfitta dei congiurati fu totale: il Querini cadde sul campo, il Badoer venne catturato ed il solo Tiepolo riuscì a cavarsela, trattando la resa. Seguì la repressione: il Tiepolo venne esiliato assieme alla famiglia e ai sostenitori, il Badoer e quanti erano invece stati catturati con lui vennero giustiziati, i beni dei ribelli confiscati e le loro dimore abbattute. Quanti si salvarono furono obbligati a fare atto di sottomissione.
In reazione a questa congiura venne istituito il Consiglio dei Dieci, con parte del Maggior Consiglio del 10 luglio 1310: questo tribunale speciale con l'incarico di scoprire e reprimere cospirazioni e congiure non sarebbe mai più stato abolito sino alla caduta della Repubblica

### Vittoria e morte
Pietro Gradenigo, risultato vittorioso, poté godersi per poco tempo la sudata vittoria: il 13 agosto 1311, a poco meno di sessant'anni, morì improvvisamente. Venne sepolto a Murano. Simbolo dell'oligarchia, durante l'occupazione napoleonica il suo sepolcro venne violato ed il suo teschio, infisso in un bastone, portato in giro per la città in segno di derisione.